# Ponte nelle Alpi
Ponte nelle Alpi är en ort och kommun i provinsen Belluno i regionen Veneto i Italien. Kommunen hade 8 232 invånare (2018).